# 芋頭酥
芋頭酥是外形為圓球狀、以芋頭作為甜餡製成的台灣酥餅點心。大約於1980年代後期在臺中市首先出現，當時是以過剩的芋頭製作，但後來成為當地一種點心。

## 方法
芋頭酥主要作法是將用麵粉與奶油弄出的油酥皮，與芋頭泥作成的内餡包在一起放置烤箱内製成。

## 參照
- 鳳梨酥
- 臺灣小吃
- 台灣飲食